# 블루탑
주식회사 블루탑(영어: BLUETOP)은 인천광역시에 본사를 둔 인쇄회로기판 및 전자부품 실장기판 제조업체이다.

## 역사 및 현황
2002년 3월에 설립되어 2016년 8월에 코넥스 시장에 상장하였다. 2021년 3월 31일에 정기 주주총회의 승인에 따라 상호를 TKC에서 블루탑으로 변경하였다.

## 사업장 현황
- 본사: 인천광역시 남동서로 269번길 4 (남동공단 16B-9L)
- 연구소: 경기도 안산시 단원구 목내로 119번길 25